# Будрінська
Бу́дрінська (рос. Будринская) — присілок у складі Тарногського району Вологодської області, Росія. Входить до складу Забірського сільського поселення.

## Населення
Населення — 26 осіб (2010; 51 у 2002).
Національний склад (станом на 2002 рік):
- росіяни — 100 %